# Carl Th. Sørensen
 Der er flere personer med dette navn, se C.Th. Sørensen.
Carl Theodor Sørensen (29. april 1824 i København – 19. oktober 1914 sammesteds) var en dansk officer og krigshistorisk forfatter.

## Karriere
Hans forældre var sagførerfuldmægtig Søren Sørensen og Louise Frederikke født Dein. Han blev student 1843 fra Det von Westenske Institut, studerede jura, men trådte 1848 som frivillig ind i Hæren, hvor han hurtigt blev officer. Før han havde meldt sig som frivillig, var han (frivillig) fourer ved Kongens Livkorps, gennemgik herefter centralskolen for reserveofficerer og udnævntes 1848 til sekondløjtnant. Sørensen deltog 1849 i Sundeved og ved Fredericia, 1850 ved Helligbæk og Isted, blev gentagne gange fremhævet i fægtningsrapporterne og optoges 1849 i hærens linje som fast officer. 1854 blev han premierløjtnant, deltog som kompagnikommandør i krigen 1864 (Oversø, Vejle) fik samme år kaptajns karakter og blev 1865 kaptajn af 2. klasse, 1867 kaptajn af 1. klasse. 1879 afskedigedes han på grund af alder.
Imellem krigene lå Sørensen i garnison i Rendsborg, hvor han blev opmærksom på byens righoldige militære arkiv, bl.a. Frederik af Hessens efterladte papirer. Ved flittige studier erhvervede han sig omfattende kundskaber i krigshistorie og hærorganisation, som han udvidede ved gentagne studierejser. I pjecer og tidsskriftsartikler deltog han i diskussionen om hærens udvikling; hans afhandling om reserveofficersinstitutionen blev prisbelønnet (1860). Samtidig arbejdede han i krigshistorisk retning og udgav 1861 og 1862 et par bøger om krigen i Nord- og Syditalien. Større betydning fik dog hans studier i de hjemlige, hidtil temmelig upåagtede krigsarkiver. Han gennempløjede Frederik af Hessens papirer, anstillede undersøgelser i hovedstadens arkiver og var omtrent færdig med en fremstilling af krigsbegivenhederne i Danmark og Norge 1813-14, da den 2. Slesvigske Krig brød ud.
Efter felttoget genoptog Sørensen arbejdet, og efter mange genvordigheder udkom i 1871 Kampen om Norge (to bind), et meget vægtigt bidrag til Nordens historie i slutningen af napoleonstiden. Han fortsatte sine studier af Frederik VI's tid, men måtte foreløbig afbryde dem, da Krigsministeriet opfordrede ham til at give en fremstilling af krigen 1864, et hverv, han kun med megen betænkelighed påtog sig. Bogen, der er i tre dele, var færdig 1880, men udkom først tre år senere; den blev ikke et generalstabsværk, men udkom under Sørensens navn. Den er bygget på omfattende studier og er, navnlig i politisk henseende, af ikke ringe værd; men den bærer i høj grad forfatterens særpræg, og hans syn afviger undertiden stærkt fra Generalstabens. Medens forhandlingerne om udgivelsen stod på, begyndte Sørensen 1880 under Generalstabens auspicier Meddelelser fra Krigsarkiverne, en højst værdifuld aktstykkesamling fra det 19. århundredes begyndelse, hvis afsnit indlededes med klare og knappe redegørelser for den militære og politiske situation. Værket blev ikke fuldført efter den af Sørensen lagte plan; 1890 måtte han, efter at have udgivet fire bind, fratræde redaktionen på grund af sin politiske virksomhed (se nedenfor).

## Politiske synspunkter
Hans interesse for forsvarsvæsenet var vedblivende vågen, selv efter at han i 1879 på grund af alder var udtrådt af Hæren. Han var tilhænger af Hærloven af 1867. I en årrække var han Dagbladets militære medarbejder, men da han med stor iver bekæmpede Københavns Befæstning og derved blev regeringens modstander, måtte han forlade dette blad; han gik over til oppositionspressen og havnede på Morgenbladet og endelig i Politiken. I provisorietiden var han Venstres militære rådgiver, og han udgav Om vort Forsvar (1884). Krigsministeriet greb 1890 ind i Carl Th. Sørensens virksomhed, hvad der fremprovokerede hans pjece Min historiske Virksomhed ved Generalstaben fra samme år. Den blev fulgt af yderligere indlæg: Under pseudonymet "S. Kjetterup", Forsvarssagen (1891), Lmsagen (1906) og Vor Øresundsstilling (1909). 1895 udsendte han det lille skrift Danmark 1864.
Hans rolle som officiel krigshistoriker var selvfølgelig udspillet, men han blev ikke historien utro.
Om napoleonstidens historie udgav han to meget værdifulde artikler om det engelske overfald 1807 (i Historisk Tidsskrift 6. række I, 1887–88) og om Kielertraktaten 1814 (Tilskueren XI, 1894). Han skrev også i Vort Forsvar.
Han ordnede og bearbejdede det store materiale, han havde samlet i dansk og fremmed litteratur, i inden- og udenlandske arkiver, og trods sin fremrykkede alder og sit svækkede syn påbegyndte han 1902 udgivelsen af et større historisk arbejde: Bernadotte i Norden, en skildring af Nordens historie i Napoleonstiden, som udkom 1903-04. Da var hans øjensvaghed forværret, så han næsten var helt blind.
1850 blev han Ridder af Dannebrog 1914 medlem af Det Norske Videnskaps-Akademi i Kristiania.
Han er begravet i Aarhus.